# EWMAPA
EWMAPA – program grafiki komputerowej służący do zakładania, prowadzenia i edycji wielkoskalowej mapy numerycznej w skalach od 1:250 do 1:5000 (w szczególności mapy zasadniczej stanowiącej podstawowy element PZGiK i SIT).
Premiera pierwszej wersji publicznej (wersja 3.0 dla DOS) odbyła się 30 listopada 1991 w Poznaniu. Ostatnią wersją dla DOS była wydana w październiku 1997 wersja 6.6. Od wersji 6.7 program dostępny jest dla systemów Windows 95 i NT. Obecna wersja obsługuje również 32 i 64-bitowe systemy Windows.

## Wersje oprogramowania
- EWMAPA FB
- EWMAPA FB dla JST
- EWMAPA VIEW